# Adidas International 2001
Das Adidas International 2001 waren ein Tennisturnier der WTA Tour 2001 für Damen sowie ein Tennisturnier der ATP Tour 2001 für Herren, welche zeitgleich vom 5. bis zum 13. Januar 2001 in Sydney stattfanden.